# Strażnica KOP „Łyngmiany”

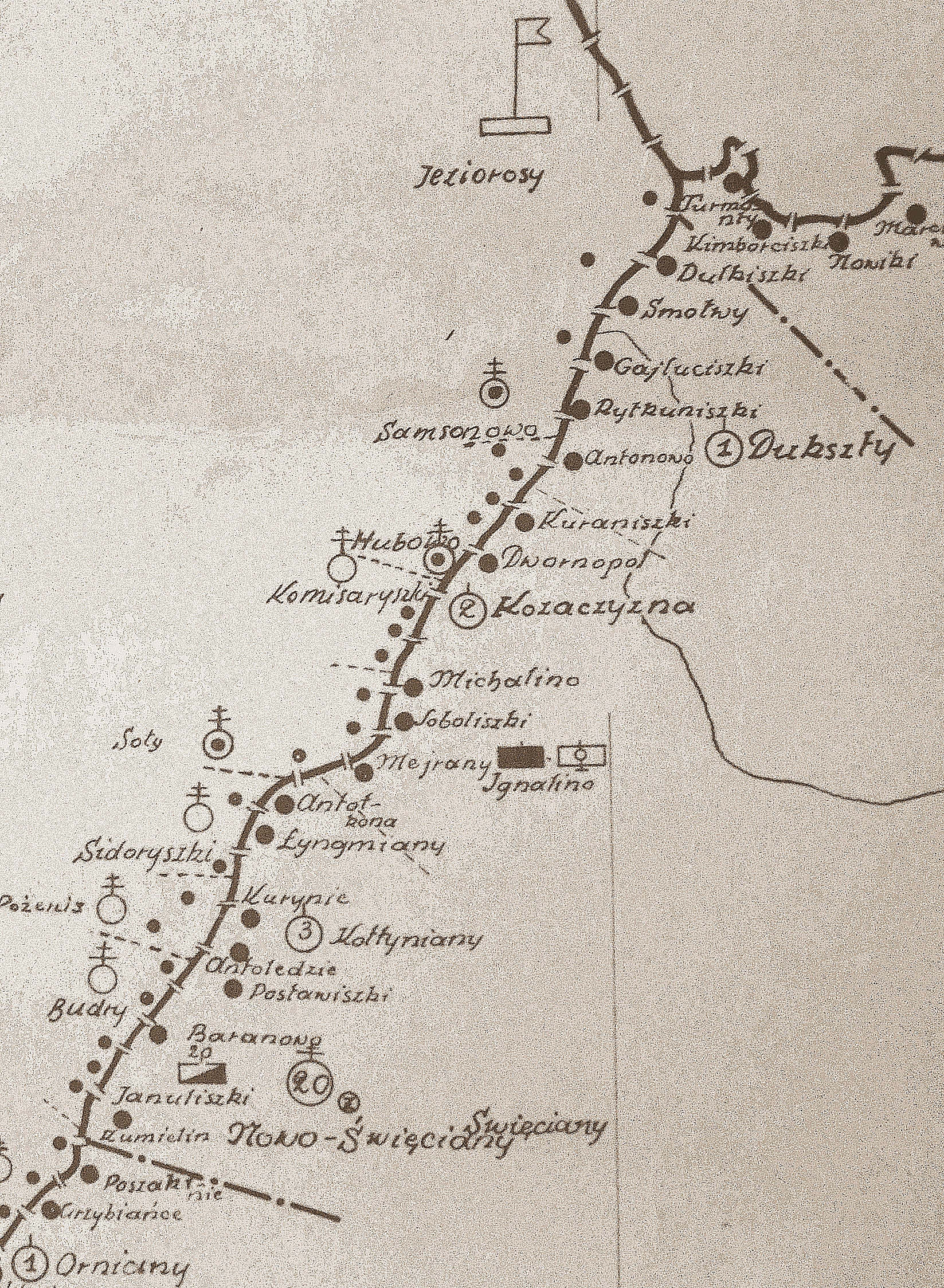
Rozmieszczenie batalionu KOP
„Nowe Świeciany” w 1931

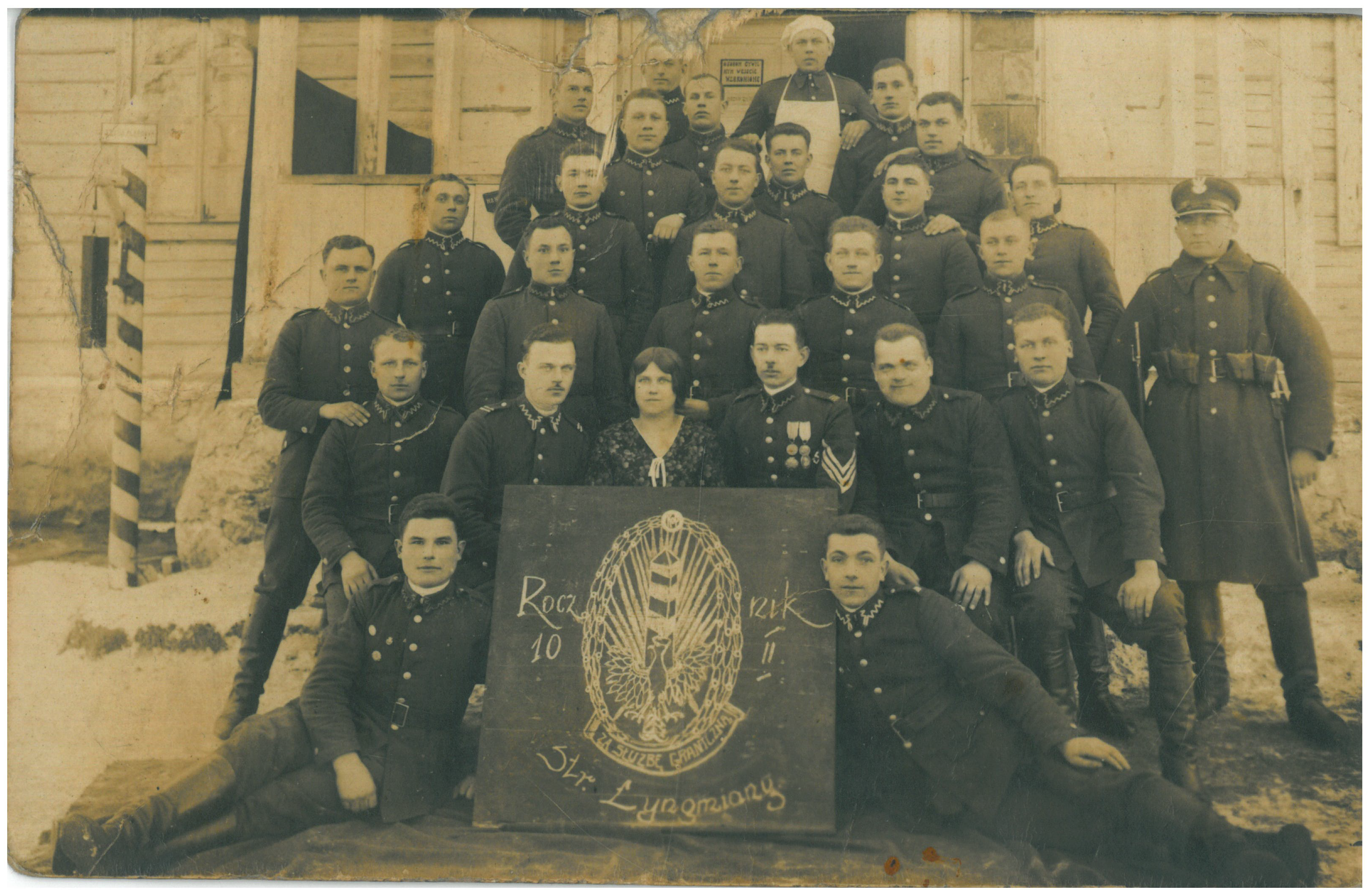
Żołnierze strażnicy KOP Łyngmiany w latach 1932-1933

Strażnica KOP „Łyngmiany” – zasadnicza jednostka organizacyjna Korpusu Ochrony Pogranicza pełniąca służbę ochronną na granicy polsko-litewskiej.

## Formowanie i zmiany organizacyjne
W 1926, w składzie 6 Brygady Ochrony Pogranicza, został sformowany 20 batalion graniczny. W 1928 w skład batalionu wchodziło 12 strażnic. Strażnica KOP „Łyngmiany” w latach 1929 – 1939 znajdowała się w strukturze 3 kompanii KOP „Kołtyniany”  z pułku KOP „Wilno”. Strażnica liczyła około 18 żołnierzy i rozmieszczona była przy linii granicznej z zadaniem bezpośredniej ochrony granicy państwowej.
W 1932 obsada strażnicy zakwaterowana była w budynku prywatnym. Strażnicę z macierzystą kompanią łączył trakt długości 9 km.

## Służba graniczna
Podstawową jednostką taktyczną Korpusu Ochrony Pogranicza przeznaczoną do pełnienia służby ochronnej był batalion graniczny. Odcinek batalionu dzielił się na pododcinki kompanii, a te z kolei na pododcinki strażnic, które były „zasadniczymi jednostkami pełniącymi służbę ochronną”, w sile półplutonu. Służba ochronna pełniona była systemem zmiennym, polegającym na stałym patrolowaniu strefy nadgranicznej, wystawianiu posterunków alarmowych, obserwacyjnych i kontrolnych stałych, patrolowaniu i organizowaniu zasadzek w miejscach rozpoznanych jako niebezpieczne, kontrolowaniu dokumentów i zatrzymywaniu osób podejrzanych, a także utrzymywaniu ścisłej łączności między oddziałami i władzami administracyjnymi. Strażnice KOP stanowiły pierwszy rzut ugrupowania kordonowego Korpusu Ochrony Pogranicza.
Strażnica KOP „Łyngmiany” w 1932 ochraniała pododcinek granicy państwowej szerokości 6 kilometrów, a w 1938 pododcinek szerokości 6 kilometrów 500 metrów od słupa granicznego nr 876 do 888.
Wydarzenia
- W meldunku sytuacyjnym KOP za okres od 11 do 20 listopada 1928 odnotowano: Powracający ze służby patrol strażnicy zgubił jeden granat. Znalazło go dziecko i oddało ojcu. Ten, manipulując granatem, spowodował wybuch. Ciężko rannego odesłano do szpitala. Dochodzenie prowadziła żandarmeria KOP[11].

Sąsiednie strażnice
- strażnica KOP „Kurynie” ⇔ strażnica KOP „Antołksna” – 1929[2], 1931[3] , 1932[4], 1934[5] i w 1938[6]